# Düsseldorfer Turn- und Sportverein Fortuna 1895 1991-1992
Questa voce raccoglie le informazioni riguardanti il Düsseldorfer Turn- und Sportverein Fortuna 1895 nelle competizioni ufficiali della stagione 1991-1992.

## Stagione
Nella stagione 1991-1992 il Fortuna Düsseldorf, allenato da Josef Hickersberger, Rolf Schafstall, Hans-Jürgen Gede e Horst Köppel, concluse il campionato di Bundesliga al 20º posto. In Coppa di Germania il Fortuna Düsseldorf fu eliminato al terzo turno dal Werder Brema.

## Rosa
| N. |                     | Ruolo | Calciatore       |
| -- | ------------------- | ----- | ---------------- |
| 1  | Germania (bandiera) | P     | Frank Kirn       |
| 1  | Germania (bandiera) | P     | Georg Koch       |
| 6  | Croazia (bandiera)  | D     | Darko Dražić     |
|    | Germania (bandiera) | P     | Jörg Schmadtke   |
|    | Germania (bandiera) | P     | Jürgen Wittmann  |
|    | Germania (bandiera) | D     | Rainer Aigner    |
|    | Germania (bandiera) | D     | Sven Backhaus    |
|    | Germania (bandiera) | D     | Ralf Loose       |
|    | Germania (bandiera) | D     | Michael Ronca    |
|    | Germania (bandiera) | D     | Dirk Schilbock   |
|    | Germania (bandiera) | D     | Martin Spanring  |
|    | Germania (bandiera) | D     | Karl Werner      |
|    | Polonia (bandiera)  | D     | Rudolf Wójtowicz |
|    | Germania (bandiera) | C     | Jörg Albertz     |

| N. |                      | Ruolo | Calciatore         |
| -- | -------------------- | ----- | ------------------ |
|    | Ghana (bandiera)     | C     | Anthony Baffoe     |
|    | Danimarca (bandiera) | C     | Lars Brøgger       |
|    | Germania (bandiera)  | C     | Michael Büskens    |
|    | Argentina (bandiera) | C     | Marcelo Carracedo  |
|    | Germania (bandiera)  | C     | Antoine Hey        |
|    | Germania (bandiera)  | C     | Karsten Hutwelker  |
|    | Germania (bandiera)  | C     | Christian Schreier |
|    | Germania (bandiera)  | C     | Michael Schütz     |
|    | Germania (bandiera)  | A     | Thomas Allofs      |
|    | Germania (bandiera)  | A     | Sven Demandt       |
|    | Germania (bandiera)  | A     | Oliver Ebersbach   |
|    | Germania (bandiera)  | A     | Uwe Rahn           |
|    | Germania (bandiera)  | A     | Jörg Schuberth     |
|    | Germania (bandiera)  | A     | Stefan Trienekens  |

## Organigramma societario
Area tecnica
- Allenatore: Horst Köppel
- Allenatore in seconda:
- Preparatore dei portieri:
- Preparatori atletici:

## Calciomercato

### Sessione estiva
| Acquisti | Acquisti           | Acquisti         | Acquisti |
| R.       | Nome               | da               | Modalità |
| -------- | ------------------ | ---------------- | -------- |
| D        | Rainer Aigner      | Bayern Monaco    |          |
| D        | Sven Backhaus      | Energie Cottbus  |          |
| D        | Darko Dražić       | Hajduk Spalato   |          |
| A        | Uwe Rahn           | Hertha Berlino   |          |
| C        | Christian Schreier | Bayer Leverkusen |          |
| A        | Stefan Trienekens  | Uerdingen 05     |          |

| Cessioni | Cessioni         | Cessioni              | Cessioni |
| R.       | Nome             | a                     | Modalità |
| -------- | ---------------- | --------------------- | -------- |
| A        | Jørn Andersen    | Eintracht Francoforte |          |
| C        | Andreas Kaiser   | 1. FC Monheim         |          |
| A        | Bernd Klotz      | Fortuna Colonia       |          |
| C        | Dirk Krümpelmann | Uerdingen 05          |          |
| C        | Richard Walz     | Uerdingen 05          |          |

### Sessione invernale
| Acquisti | Acquisti     | Acquisti     | Acquisti |
| R.       | Nome         | da           | Modalità |
| -------- | ------------ | ------------ | -------- |
| P        | Georg Koch   | Erkenschwick |          |
| C        | Lars Brøgger | Frem         |          |

| Cessioni | Cessioni | Cessioni | Cessioni |
| R.       | Nome     | a        | Modalità |
| -------- | -------- | -------- | -------- |

## Risultati

### Bundesliga

#### Girone di andata
| Arbitro: | Föckler |

|              |           |                      |
| Schreier 18’ | Marcatori | 6’ Möller 80’ Sippel |

| Arbitro: | Gläser |

|                                  |           |                     |
| Eckstein 9’ Oechler 18’ Wück 88’ | Marcatori | 30’ (rig.) Schreier |

| Arbitro: | Osmers |

|  |           |             |
|  | Marcatori | 89’ Mazinho |

| Arbitro: | Dellwing |

|                                   |           |              |
| Mill 3’ Reinhardt 36’ Povlsen 90’ | Marcatori | 79’ Andersen |

| Arbitro: | Ziller |

|  |           |                                      |
|  | Marcatori | 20’ Sammer 68’ Frontzeck 87’ Gaudino |

| Arbitro: | Fux |

|                               |           |              |
| Fach 22’ Kastenmaier 59’, 85’ | Marcatori | 68’ Schreier |

| Arbitro: | Heynemann |

|                                                  |           |                                         |
| Loose 15’ Schreier 55’ (rig.), 77’ Hutwelker 70’ | Marcatori | 31’ Unglaube 47’ (rig.) Schupp 82’ Bach |

| Arbitro: | Strigel |

|              |           |            |
| Herrlich 67’ | Marcatori | 40’ Baffoe |

| Arbitro: | Neuner |

|               |           |                 |
| Schuberth 83’ | Marcatori | 64’ Puszamszies |

| Arbitro: | Kasper |

|            |           |                                                  |
| Šmarov 13’ | Marcatori | 17’, 38’ Allofs 63’ Demandt 82’ Schreier 83’ Hey |

| Düsseldorf 28 settembre 1991, ore 15:30 CEST 11ª giornata | Fortuna Düsseldorf | 0 – 0 referto | Werder Brema | Rheinstadion (13 000 spett.)\| Arbitro: \| Boos \| |
| Arbitro:                                                  | Boos               |               |              |                                                    |

| Arbitro: | Stenzel |

|                                       |           |             |
| Wahl 25’ (rig.) Machala 67’ Spies 84’ | Marcatori | 36’ Demandt |

| Arbitro: | Föckler |

|  |           |             |
|  | Marcatori | 88’ Büskens |

| Arbitro: | Amerell |

|            |           |                |
| Allofs 36’ | Marcatori | 13’ Sendscheid |

| Arbitro: | Best |

|                   |           |  |
| Gütschow 68’, 82’ | Marcatori |  |

| Arbitro: | Schmidhuber |

|                                        |           |  |
| Büskens 29’ Schreier 35’ Carracedo 90’ | Marcatori |  |

| Arbitro: | Scheuerer |

|                                      |           |             |
| Fuchs 4’ Banach 45’, 56’ Greiner 68’ | Marcatori | 28’ Demandt |

| Arbitro: | Gläser |

|             |           |  |
| Demandt 49’ | Marcatori |  |

| Arbitro: | Theobald |

|           |           |             |
| Rohde 80’ | Marcatori | 57’ Demandt |

#### Girone di ritorno
| Arbitro: | Merk |

|           |           |             |
| Weber 81’ | Marcatori | 73’ Demandt |

| Arbitro: | Kasper |

|              |           |                         |
| Schreier 50’ | Marcatori | 43’ Zárate 59’ Eckstein |

| Arbitro: | Harder |

|                                              |           |              |
| Mazinho 74’ Wouters 76’ Wohlfarth 83’ (rig.) | Marcatori | 32’ Spanring |

| Arbitro: | Assenmacher |

|          |           |            |
| Rahn 60’ | Marcatori | 34’ Helmer |

| Arbitro: | Strampe |

|                          |           |            |
| Kögl 35’ Walter 49’, 75’ | Marcatori | 73’ Allofs |

| Arbitro: | Mierswa |

|         |           |          |
| Rahn 8’ | Marcatori | 9’ Salou |

| Arbitro: | Amerell |

|                                          |           |            |
| Neuhaus 12’ Tschiskale 65’, 68’ Sané 70’ | Marcatori | 17’ Allofs |

| Arbitro: | Habermann |

|                 |           |          |
| Nehl 49’ (aut.) | Marcatori | 89’ Kree |

| Arbitro: | Osmers |

|                               |           |                        |
| Notthoff 53’ Loose 55’ (aut.) | Marcatori | 27’ Rahn 81’ Schuberth |

| Arbitro: | Heynemann |

|                     |           |                           |
| Rahn 19’ Allofs 72’ | Marcatori | 16’, 83’ Šmarov 54’ Reich |

| Arbitro: | Berg |

|               |           |               |
| Bode 42’, 85’ | Marcatori | 82’ Schuberth |

| Düsseldorf 4 aprile 1992, ore 15:30 CEST 31ª giornata | Fortuna Düsseldorf | 0 – 0 referto | Hansa Rostock | Rheinstadion (6 000 spett.)\| Arbitro: \| Steinborn \| |
| Arbitro:                                              | Steinborn          |               |               |                                                        |

| Arbitro: | Merk |

|            |           |                           |
| Dražić 26’ | Marcatori | 10’, 40’ Marin 81’ Moutas |

| Gelsenkirchen 18 aprile 1992, ore 15:30 CEST 33ª giornata | Schalke 04 | 0 – 0 referto | Fortuna Düsseldorf | Parkstadion (31 900 spett.)\| Arbitro: \| Strigel \| |
| Arbitro:                                                  | Strigel    |               |                    |                                                      |

| Arbitro: | Albrecht |

|            |           |                                           |
| Büskens 3’ | Marcatori | 34’ Gütschow 72’ Rösler 84’ (rig.) Zander |

| Arbitro: | Aust |

|                                           |           |  |
| Wegmann 37’ Heinemann 50’ (rig.) Türr 80’ | Marcatori |  |

| Arbitro: | Krug |

|          |           |                                    |
| Rahn 37’ | Marcatori | 10’ Sturm 69’ Fuchs 82’ Ordenewitz |

| Arbitro: | Best |

|                            |           |  |
| Vogel 17’ Kuntz 43’ (rig.) | Marcatori |  |

| Arbitro: | Boos |

|         |           |  |
| Hey 52’ | Marcatori |  |

### Coppa di Germania
| Arbitro: | Merk |

|                            |           |             |
| Hutwelker 38’ Schreier 76’ | Marcatori | 81’ Driller |

| Arbitro: | Albrecht |

|            |           |                                    |
| Schütz 77’ | Marcatori | 28’ Kohn 51’ Allofs 59’ Bockenfeld |

## Statistiche

### Statistiche di squadra
| Competizione      | Punti | In casa | In casa | In casa | In casa | In casa | In casa | In trasferta | In trasferta | In trasferta | In trasferta | In trasferta | In trasferta | Totale | Totale | Totale | Totale | Totale | Totale | DR  |
| Competizione      | Punti | G       | V       | N       | P       | Gf      | Gs      | G            | V            | N            | P            | Gf           | Gs           | G      | V      | N      | P      | Gf     | Gs     | DR  |
| ----------------- | ----- | ------- | ------- | ------- | ------- | ------- | ------- | ------------ | ------------ | ------------ | ------------ | ------------ | ------------ | ------ | ------ | ------ | ------ | ------ | ------ | --- |
| Bundesliga        | 24    | 19      | 4       | 7       | 8       | 21      | 28      | 19           | 2            | 5            | 12           | 20           | 41           | 38     | 6      | 12     | 20     | 41     | 69     | -28 |
| Coppa di Germania | -     | 2       | 1       | 0       | 1       | 3       | 4       | 0            | 0            | 0            | 0            | 0            | 0            | 2      | 1      | 0      | 1      | 3      | 4      | -1  |
| Totale            | 24    | 21      | 5       | 7       | 9       | 24      | 32      | 19           | 2            | 5            | 12           | 20           | 41           | 40     | 7      | 12     | 21     | 44     | 73     | -29 |

### Andamento in campionato
| Giornata  | 1  | 2  | 3  | 4  | 5  | 6  | 7  | 8  | 9  | 10 | 11 | 12 | 13 | 14 | 15 | 16 | 17 | 18 | 19 | 20 | 21 | 22 | 23 | 24 | 25 | 26 | 27 | 28 | 29 | 30 | 31 | 32 | 33 | 34 | 35 | 36 | 37 | 38 |
| --------- | -- | -- | -- | -- | -- | -- | -- | -- | -- | -- | -- | -- | -- | -- | -- | -- | -- | -- | -- | -- | -- | -- | -- | -- | -- | -- | -- | -- | -- | -- | -- | -- | -- | -- | -- | -- | -- | -- |
| Luogo     | C  | T  | C  | T  | C  | T  | C  | T  | C  | T  | C  | T  | T  | C  | T  | C  | T  | C  | T  | T  | C  | T  | C  | T  | C  | T  | C  | T  | C  | T  | C  | C  | T  | C  | T  | C  | T  | C  |
| Risultato | P  | P  | P  | P  | P  | P  | V  | N  | N  | V  | N  | P  | V  | N  | P  | V  | P  | V  | N  | N  | P  | P  | N  | P  | N  | P  | N  | N  | P  | P  | N  | P  | N  | P  | P  | P  | P  | V  |
| Posizione | 15 | 19 | 20 | 20 | 20 | 20 | 20 | 20 | 20 | 18 | 18 | 20 | 19 | 18 | 20 | 17 | 20 | 18 | 19 | 17 | 19 | 20 | 20 | 20 | 20 | 20 | 20 | 20 | 20 | 20 | 20 | 20 | 20 | 20 | 20 | 20 | 20 | 20 |

Legenda:

Luogo: C = Casa; T = Trasferta. Risultato: V = Vittoria; N = Pareggio; P = Sconfitta.

### Statistiche dei giocatori
| Giocatore     | Bundesliga | Bundesliga | Bundesliga  | Bundesliga | Coppa di Germania | Coppa di Germania | Coppa di Germania | Coppa di Germania | Totale   | Totale | Totale      | Totale     |
| Giocatore     | Presenze   | Reti       | Ammonizioni | Espulsioni | Presenze          | Reti              | Ammonizioni       | Espulsioni        | Presenze | Reti   | Ammonizioni | Espulsioni |
| ------------- | ---------- | ---------- | ----------- | ---------- | ----------------- | ----------------- | ----------------- | ----------------- | -------- | ------ | ----------- | ---------- |
| R. Aigner     | 16         | 0          | 3           | 0          | 1                 | 0                 | 1                 | 0                 | 17       | 0      | 4           | 0          |
| J. Albertz    | 11         | 0          | 0           | 0          | 0                 | 0                 | 0                 | 0                 | 11       | 0      | 0           | 0          |
| T. Allofs     | 28         | 6          | 1           | 0          | 2                 | 0                 | 0                 | 0                 | 30       | 6      | 1           | 0          |
| J. Andersen   | 9          | 1          | 0           | 0          | 1                 | 0                 | 0                 | 0                 | 10       | 1      | 0           | 0          |
| S. Backhaus   | 0          | 0          | 0           | 0          | 0                 | 0                 | 0                 | 0                 | 0        | 0      | 0           | 0          |
| A. Baffoe     | 17         | 1          | 3           | 0          | 1                 | 0                 | 0                 | 0                 | 18       | 1      | 3           | 0          |
| L. Brøgger    | 8          | 0          | 1           | 0          | 0                 | 0                 | 0                 | 0                 | 8        | 0      | 1           | 0          |
| M. Büskens    | 37         | 3          | 8           | 1          | 2                 | 0                 | 0                 | 0                 | 39       | 3      | 8           | 1          |
| M. Carracedo  | 26         | 1          | 5           | 0          | 2                 | 0                 | 0                 | 0                 | 28       | 1      | 5           | 0          |
| S. Demandt    | 25         | 6          | 1           | 0          | 1                 | 0                 | 0                 | 0                 | 26       | 6      | 1           | 0          |
| D. Dražić     | 19         | 1          | 2           | 0          | 0                 | 0                 | 0                 | 0                 | 19       | 1      | 2           | 0          |
| O. Ebersbach  | 0          | 0          | 0           | 0          | 0                 | 0                 | 0                 | 0                 | 0        | 0      | 0           | 0          |
| A. Hey        | 26         | 2          | 1           | 0          | 2                 | 0                 | 0                 | 0                 | 28       | 2      | 1           | 0          |
| K. Hutwelker  | 21         | 1          | 1           | 0          | 2                 | 1                 | 0                 | 0                 | 23       | 2      | 1           | 0          |
| F. Kirn       | 0          | 0          | 0           | 0          | 0                 | 0                 | 0                 | 0                 | 0        | 0      | 0           | 0          |
| G. Koch       | 0          | 0          | 0           | 0          | 0                 | 0                 | 0                 | 0                 | 0        | 0      | 0           | 0          |
| R. Loose      | 30         | 1          | 1           | 0          | 2                 | 0                 | 0                 | 0                 | 32       | 1      | 1           | 0          |
| U. Rahn       | 15         | 5          | 4           | 0          | 0                 | 0                 | 0                 | 0                 | 15       | 5      | 4           | 0          |
| M. Ronca      | 2          | 0          | 0           | 0          | 0                 | 0                 | 0                 | 0                 | 2        | 0      | 0           | 0          |
| D. Schilbock  | 2          | 0          | 0           | 0          | 0                 | 0                 | 0                 | 0                 | 2        | 0      | 0           | 0          |
| J. Schmadtke  | 33         | 0          | 0           | 0          | 2                 | 0                 | 0                 | 0                 | 35       | 0      | 0           | 0          |
| C. Schreier   | 30         | 8          | 3           | 0          | 2                 | 1                 | 0                 | 0                 | 32       | 9      | 3           | 0          |
| J. Schuberth  | 16         | 3          | 1           | 0          | 0                 | 0                 | 0                 | 0                 | 16       | 3      | 1           | 0          |
| M. Schütz     | 33         | 0          | 8           | 0          | 2                 | 1                 | 0                 | 0                 | 35       | 1      | 8           | 0          |
| M. Spanring   | 18         | 1          | 3           | 0          | 0                 | 0                 | 0                 | 0                 | 18       | 1      | 3           | 0          |
| S. Trienekens | 4          | 0          | 0           | 0          | 0                 | 0                 | 0                 | 0                 | 4        | 0      | 0           | 0          |
| K. Werner     | 31         | 0          | 8           | 0          | 2                 | 0                 | 0                 | 0                 | 33       | 0      | 8           | 0          |
| J. Wittmann   | 5          | 0          | 0           | 0          | 0                 | 0                 | 0                 | 0                 | 5        | 0      | 0           | 0          |
| R. Wójtowicz  | 19         | 0          | 2           | 0          | 2                 | 0                 | 0                 | 0                 | 21       | 0      | 2           | 0          |